# My Boss, My Hero
My Boss My Hero (マイ★ボス マイ★ヒーロー Mai Bosu Mai Hīrō?) es una drama japonés transmitido por NTV. Es un remake de la película surcoreana con el mismo nombre. Salió al aire en Japón en el verano del 2006.

## Argumento
Sakaki Makio, también conocido como "Tornado", es un joven Yakuza de 27 años que abandonó sus estudios. Académicamente hablando, es bastante tonto, por lo que su padre le obliga a volver al instituto; Para ello, habla con un viejo amigo suyo que trabaja en una escuela cercana para que admita a Makio. Si Makio no se gradúa, el puesto como jefe de la Yakuza será heredado por su hermano menor, Mikio.
Además de todo, Makio debe actuar como un chico de 17 años durante el horario lectivo, pues a la mínima sospecha por parte de sus compañeros, éste será expulsado del instituto. Si su tapadera es descubierta, será el fin de sus estudios, así como el fin de sus esperanzas para convertirse en el jefe de la Yakuza.

## Reparto
| Actor              | Papel                         |
| ------------------ | ----------------------------- |
| Tomoya Nagase      | Makio Sakaki (榊 真喜男?)     |
| Yuya Tegoshi       | Jun Sakurakoiji (桜小路 順?)  |
| Yui Aragaki        | Hikari Umemura (梅村 ひかり?) |
| Koki Tanaka        | Kazuya Manabe (真鍋 和弥?)    |
| Masaya Kikawada    | Mikio Sakaki (榊 美喜男?)     |
| Yu Kashii          | Yuriko Minami (南 百合子?)    |
| Masachika Ichimura | Kichi Sakaki (榊 喜一?)       |

## Lista de episodios
|        | Nombre del episodio                 | Traducción                                                       | Fecha de emisión         | Índices |
| ------ | ----------------------------------- | ---------------------------------------------------------------- | ------------------------ | ------- |
| Ep. 1  | 若頭☆高校生になる!                  | ¡El joven maestro se convierte en un estudiante de instituto!    | 8 de julio de 2006       | 19.0%   |
| Ep. 2  | 若頭☆学級委員長になる!              | ¡El joven maestro se convierte en el líder de la clase!          | 15 de julio de 2006      | 16.7%   |
| Ep. 3  | 若頭☆テストに燃える?!               | ¿¡El joven maestro pone sus ojos en la prueba!?                  | 22 de julio de 2006      | 18.1%   |
| Ep. 4  | 夏休みだよ!☆若頭                    | ¡Son las vacaciones de verano, joven maestro!                    | 29 de julio de 2006      | 17.4%   |
| Ep. 5  | グレてやる!☆若頭の反抗期            | ¡A tomar por culo! La época rebelde del joven maestro            | 5 de agosto de 2006      | 14.6%   |
| Ep. 6  | 立ち上がれ組長!☆A組の内部抗争       | ¡Levántate, líder de la clase! Conflictos internos en la clase A | 12 de agosto de 2006     | 20.6%   |
| Ep. 7  | 俺の正体は!☆若頭、涙の疾走          | ¡Soy un...! El joven maestro rompe en lágrimas                   | 19 de agosto de 2006     | 17.5%   |
| Ep. 8  | 文化祭☆愛と青春のハッピーデイ!      | Festival cultural: ¡Un día feliz de amor y adolescencia!         | 2 de septiembre de 2006  | 20.7%   |
| Ep. 9  | 若頭☆バレンタインデーは大決戦!!     | ¡¡El joven maestro discute en el día de San Valentín!!           | 9 de septiembre de 2006  | 21.3%   |
| Ep. 10 | さよなら若頭☆舞い上がれ、俺たちの船 | ¡Buen viaje, joven maestro!                                      | 16 de septiembre de 2006 | 23.2%   |